# Mannhagen (Sundhagen)
Mannhagen ist ein Ortsteil der Gemeinde Sundhagen im Landkreis Vorpommern-Rügen.

Mannhagen zwischen 1880 und 1920

## Geografie und Verkehr
Mannhagen liegt 13 Kilometer nordöstlich der Stadt Grimmen, 18 Kilometer südöstlich von Stralsund und 14 Kilometer nordwestlich von Greifswald. Westlich des Ortes verläuft die vierstreifig ausgebaute Autostraße B 96. Der Anschluss Stralsund der A 20 ist 12 Kilometer entfernt. Östlich des Ortes verläuft seit 1863 die Bahnstrecke Greifswald–Stralsund und weiter östlich die ehemalige Bundesstraße 96, die jetzige Bundesstraße 105.
Anfang des 19. Jahrhunderts waren noch Waldgebiete rund um das Dorf verteilt. Heute ist nur noch südöstlich ein großes Waldgebiet, das Wendorfer Holz.

## Geschichte
In der Region herrschte eine Seitenlinie des rügischen Fürstenhauses, die Familie derer von Gristow. Johann von Gristow beschreibt in der Urkunde vom 14. Februar 1276 die Grenzen der Dorfschaft Jeeser (geschrieben Jeser) und sichert den Einwohnern die Besitzungen in dem Ort zu. Neben dem Nachbarort Mannhagen (Manhagen) werden Flurnamen (Surehagen, Elrebrooc, Reedwisch) genannt, die heute nicht mehr zu identifizieren sind. Damit wurde für Mannhagen eine urkundliche Erstnennung für 1276 deutlich.
In der schwedischen Matrikelkarte von 1696 wurde Mannhagen als sichelförmiges Straßendorf dargestellt. Es sind 10 Gebäude erkennbar, wobei eines wie eine Kapelle signiert ist. Wir wissen aber, dass nach dem Dreißigjährigen Krieg viele kleine Dorfkapellen ruinös waren und abgerissen oder umgebaut wurden.
Im preußischen Urmesstischblatt (PUM) von 1835 ist das Dorf schon ausgeprägt. Es sind ein großer Pachthof und drei Bauernhöfe sowie ca. 8 Landarbeiterkaten, die an der Dorfstraße verteilt sind.
1871 weist die staatliche Statistik folgende Informationen auf: Mannhagen – Dorf hatte 5 Wohnhäuser mit 7 Haushaltungen und 47 Einwohner, 1867 waren dort keine registriert. Mannhagen – Vorwerk hatte 12 Wohnhäuser mit 25 Haushaltungen und 137 Einwohner, 1867 waren dort 189 registriert. Damit fand hier eine Umverteilung in der Statistik statt. Alle waren Mitglied der evangelischen Konfession.
1880 wurde im Messtischblatt (MTB) am südlichen Ende der Dorfschaft ein stark vergrößertes Gut an Stelle des Pachthofes kompakt und modern ausgebaut. Im Dorf war nur noch ein Bauernhof erkennbar und eine Reihe von Katen bzw. Häusern. 1,7 Kilometer westlich entstand ein Vorwerk zum Gut mit einem kleinen Wohnplatz für die Landarbeiter. Es war aber nur über eine Straße mit 3,2 Kilometer Umweg zu erreichen.
Die MTB von 1920 zeigt nur wenig Veränderung in der Bebauung des Dorfes, die jetzt dichter und zahlreicher wurde. Erstaunlich ist, dass das Gut jetzt als Dominal, also Staatsbesitz ausgewiesen wurde.
Mit der Bodenreform von 1945 wurde das Gut aufgelöst und teilweise geschleift. Es entstanden Neubauerngehöfte, der spätere LPG-Ausbau zeigte nur wenig Veränderungen. Das Vorwerk wurde ebenfalls abgeräumt, ein verbleibender kleiner Wohnplatz wurde dem benachbarten Wilmshagen zugeordnet.
Am 1. Juli 1950 wurde Mannhagen nach Miltzow eingemeindet.
Miltzow schloss sich am 7. Juni 2009 mit den Gemeinden Behnkendorf, Brandshagen, Horst, Kirchdorf, Reinberg und Wilmshagen zur neuen Gemeinde Sundhagen zusammen.